# Girolamo Nardini
Girolamo Nardini (Sant'Angelo in Vado, 1460 – 1538 circa) è stato un pittore italiano tardo gorico e rinascimentale.

## Biografia
Dipinse il Polittico di San Giacomo con Sant'Agostino Vescovo (circa 1500) per la chiesa di San Giacomo a Pergola e anche a Gubbio nel 1510. Dipinse una Vergine con Bambino e Santi Emilio e Rocco per la chiesa parrocchiale di Melano. Lavorò in modo indipendente o con i suoi fratelli, Dionisio e Giacomo.